# Osmancık
Osmancık là một huyện thuộc tỉnh Çorum, Thổ Nhĩ Kỳ. Huyện có diện tích 1116 km² và dân số thời điểm năm 2007 là 45730 người, mật độ 41 người/km².